# Bob de Nijs
Bob de Nijs (Anvers, Flandes, 10 de gener de 1931 - 21 de febrer de 2024) fou un escriptor, poeta i traductor flamenc.

## Biografies
Orfe de pares durant la Segona Guerra Mundial, es va llicenciar a l'Escola Normal d'Anvers i va exercir a Flandes la carrera de mestre fins que es va jubilar. És autor del llibret d'una òpera, amb música de Willem Kerters, estrenada a Anvers i a Gant.
Els anys cinquanta fa els primers viatges a Catalunya i entra en contacte amb catalans. El 1961 es va casar amb una catalana, i des d'aleshores es dedica molt preferentment a la llengua i a la cultura catalanes. El 1963 va anar a Cantonigròs, on hi conegué Salvador Espriu, Joan Triadú i Joan Colomines.
De Nijs va publicar moltes traduccions al neerlandès de poemes o d'antologies personals de poetes (Josep Carner, Miquel Martí i Pol, Pere Gimferrer, Josep Vicenç Foix i Mas, Salvador Espriu, Ausiàs March, Francesc Parcerisas, etc.) i traduccions de Joan Perucho i Llorenç Villalonga. El 1997 va rebre la Creu de Sant Jordi; l'any 2000 fou nomenat membre corresponent de la Secció Filològica de l'Institut d'Estudis Catalans.

## Obres
- Gestalten en Tekens (1963)
- Tot de tweede persoon (1971)
- Tirant lo Blanc (1987) traducció al neerlandès
- Curial e Güelfa (1996) traducció al neerlandès
- Diccionari català-neerlandès (1993) amb Anna Duez
- Diccionari neerlandès-català (2009) amb Anna Duez[2]